# Wahlkreis Ferrara – Cento
Der Wahlkreis Ferrara – Cento war von 1993 bis 2005 ein Wahlkreis (italienisch collegio elettorale) für die Wahl der Abgeordnetenkammer.

## Wahlkreisgebiet
Der Wahlkreis umfasste 10 Gemeinden, und zwar den Teil der Gemeinde Ferrara, der aus Stadtgliederung (Circoscrizione) Zona Sud bestand, sowie die Gemeinden Argenta, Bondeno, Cento, Mirabello, Poggio Renatico, Portomaggiore, Sant’Agostino, Vigarano Mainarda und Voghiera.

## Wahlergebnisse

### Parlamentswahl 1994

#### Direktstimmen
| Kandidaten               | Kandidaten                | Parteien                                 | Stimmen | %    |
| ------------------------ | ------------------------- | ---------------------------------------- | ------- | ---- |
|                          | Giuseppe Albertinigewählt | Progressisti                             | 45.075  | 48,1 |
|                          | Gian Luca Fantoni         | Polo delle Libertà (FI – LN – CCD – UdC) | 29.080  | 31,0 |
|                          | Vito Vernotico            | Patto per l’Italia                       | 10.363  | 11,0 |
|                          | Guido Menarini            | Alleanza Nazionale                       | 9.274   | 9,9  |
| Gesamt                   | Gesamt                    | Gesamt                                   | 93.792  | 100  |
|                          |                           |                                          |         |      |
| Ungültige Stimmen        | Ungültige Stimmen         | Ungültige Stimmen                        | 6.094   | 6,1  |
| Wähler                   | Wähler                    | Wähler                                   | 99.886  | 94,3 |
| Wahlberechtigte          | Wahlberechtigte           | Wahlberechtigte                          | 105.893 |      |
|                          |                           |                                          |         |      |
| Quelle: Innenministerium |                           |                                          |         |      |

#### Listenstimmen
| Parteien                             | Parteien                        | Parteien                           | Stimmen | %    |
| ------------------------------------ | ------------------------------- | ---------------------------------- | ------- | ---- |
|                                      | Progressisti                    | Partito Democratico della Sinistra | 35.071  | 36,6 |
| Partito della Rifondazione Comunista | Progressisti                    | 5.291                              | 5,5     |      |
| Partito Socialista Italiano          | Progressisti                    | 3.019                              | 3,1     |      |
| Federazione dei Verdi                | Progressisti                    | 2.136                              | 2,2     |      |
| Alleanza Democratica                 | Progressisti                    | 677                                | 0,7     |      |
| La Rete                              | Progressisti                    | 463                                | 0,5     |      |
| ↳ Gesamt                             | Progressisti                    | 46.657                             | 48,7    |      |
|                                      | Polo delle Libertà              | Forza Italia                       | 19.506  | 20,3 |
| Lega Nord                            | Polo delle Libertà              | 5.343                              | 5,6     |      |
| ↳ Gesamt                             | Polo delle Libertà              | 24.849                             | 25,9    |      |
|                                      | Patto per l’Italia              | Partito Popolare Italiano          | 6.183   | 6,4  |
| Patto Segni                          | Patto per l’Italia              | 4.204                              | 4,4     |      |
| ↳ Gesamt                             | Patto per l’Italia              | 10.387                             | 10,8    |      |
|                                      | Alleanza Nazionale              | Alleanza Nazionale                 | 9.780   | 10,2 |
|                                      | Lista Marco Pannella            | Lista Marco Pannella               | 3.346   | 3,5  |
|                                      | Socialdemocrazia per le Libertà | Socialdemocrazia per le Libertà    | 632     | 0,7  |
|                                      | Partito Democratico             | Partito Democratico                | 245     | 0,3  |
| Gesamt                               | Gesamt                          | Gesamt                             | 95.896  | 100  |
|                                      |                                 |                                    |         |      |
| Ungültige Stimmen                    | Ungültige Stimmen               | Ungültige Stimmen                  | 3.990   | 4,0  |
| Wähler                               | Wähler                          | Wähler                             | 99.886  | 94,3 |
| Wahlberechtigte                      | Wahlberechtigte                 | Wahlberechtigte                    | 105.893 |      |
|                                      |                                 |                                    |         |      |
| Quelle: Innenministerium             |                                 |                                    |         |      |

### Parlamentswahl 1996

#### Direktstimmen
| Kandidaten               | Kandidaten             | Parteien            | Stimmen | %    |
| ------------------------ | ---------------------- | ------------------- | ------- | ---- |
|                          | Adriano Vignaligewählt | L’Ulivo             | 50.267  | 54,2 |
|                          | Alberto Balboni        | Polo per le Libertà | 35.005  | 37,7 |
|                          | Pierluigi Bertolini    | Lega Nord           | 7.502   | 8,1  |
| Gesamt                   | Gesamt                 | Gesamt              | 92.774  | 100  |
|                          |                        |                     |         |      |
| Ungültige Stimmen        | Ungültige Stimmen      | Ungültige Stimmen   | 5.793   | 5,9  |
| Wähler                   | Wähler                 | Wähler              | 98.567  | 92,9 |
| Wahlberechtigte          | Wahlberechtigte        | Wahlberechtigte     | 106.061 |      |
|                          |                        |                     |         |      |
| Quelle: Innenministerium |                        |                     |         |      |

#### Listenstimmen
| Parteien                                          | Parteien                             | Parteien                             | Stimmen | %    |
| ------------------------------------------------- | ------------------------------------ | ------------------------------------ | ------- | ---- |
|                                                   | L’Ulivo                              | Partito Democratico della Sinistra   | 33.293  | 35,4 |
| Popolari per Prodi (PPI – SVP – PRI – UD – Prodi) | L’Ulivo                              | 5.313                                | 5,6     |      |
| Rinnovamento Italiano                             | L’Ulivo                              | 3.443                                | 3,7     |      |
| Federazione dei Verdi                             | L’Ulivo                              | 2.098                                | 2,2     |      |
| ↳ Gesamt                                          | L’Ulivo                              | 44.147                               | 46,9    |      |
|                                                   | Polo per le Libertà                  | Forza Italia                         | 16.864  | 17,9 |
| Alleanza Nazionale                                | Polo per le Libertà                  | 13.088                               | 13,9    |      |
| CCD – CDU                                         | Polo per le Libertà                  | 4.063                                | 4,3     |      |
| ↳ Gesamt                                          | Polo per le Libertà                  | 34.015                               | 36,2    |      |
|                                                   | Partito della Rifondazione Comunista | Partito della Rifondazione Comunista | 6.698   | 7,1  |
|                                                   | Lega Nord                            | Lega Nord                            | 6.052   | 6,4  |
|                                                   | Lista Pannella – Sgarbi              | Lista Pannella – Sgarbi              | 2.258   | 2,4  |
|                                                   | Fiamma Tricolore                     | Fiamma Tricolore                     | 536     | 0,6  |
|                                                   | Nuova Democrazia                     | Nuova Democrazia                     | 369     | 0,4  |
| Gesamt                                            | Gesamt                               | Gesamt                               | 94.075  | 100  |
|                                                   |                                      |                                      |         |      |
| Ungültige Stimmen                                 | Ungültige Stimmen                    | Ungültige Stimmen                    | 4.495   | 4,6  |
| Wähler                                            | Wähler                               | Wähler                               | 98.570  | 92,9 |
| Wahlberechtigte                                   | Wahlberechtigte                      | Wahlberechtigte                      | 106.061 |      |
|                                                   |                                      |                                      |         |      |
| Quelle: Innenministerium                          |                                      |                                      |         |      |

### Parlamentswahl 2001

#### Direktstimmen
| Kandidaten               | Kandidaten            | Parteien           | Stimmen | %    |
| ------------------------ | --------------------- | ------------------ | ------- | ---- |
|                          | Rosella Ottonegewählt | L’Ulivo            | 46.613  | 51,8 |
|                          | Aurelio Pariali       | Casa delle Libertà | 38.483  | 42,8 |
|                          | Giovanni Fabbri       | Lista Di Pietro    | 2.861   | 3,2  |
|                          | Paolo Roversi         | Democrazia Europea | 1.977   | 2,2  |
| Gesamt                   | Gesamt                | Gesamt             | 89.934  | 100  |
|                          |                       |                    |         |      |
| Ungültige Stimmen        | Ungültige Stimmen     | Ungültige Stimmen  | 5.626   | 5,9  |
| Wähler                   | Wähler                | Wähler             | 95.560  | 90,7 |
| Wahlberechtigte          | Wahlberechtigte       | Wahlberechtigte    | 105.369 |      |
|                          |                       |                    |         |      |
| Quelle: Innenministerium |                       |                    |         |      |

#### Listenstimmen
| Parteien                               | Parteien                             | Parteien                             | Stimmen | %    |
| -------------------------------------- | ------------------------------------ | ------------------------------------ | ------- | ---- |
|                                        | Casa delle Libertà                   | Forza Italia                         | 24.379  | 26,8 |
| Alleanza Nazionale                     | Casa delle Libertà                   | 11.239                               | 12,4    |      |
| Lega Nord                              | Casa delle Libertà                   | 2.134                                | 2,3     |      |
| CCD – CDU                              | Casa delle Libertà                   | 1.821                                | 2,0     |      |
| Nuovo PSI                              | Casa delle Libertà                   | 1.510                                | 1,7     |      |
| ↳ Gesamt                               | Casa delle Libertà                   | 41.083                               | 45,2    |      |
|                                        | L’Ulivo                              | Democratici di Sinistra              | 25.936  | 28,6 |
| La Margherita (Dem – PPI – RI – Udeur) | L’Ulivo                              | 10.589                               | 11,7    |      |
| Il Girasole (FdV – SDI)                | L’Ulivo                              | 1.954                                | 2,2     |      |
| Partito dei Comunisti Italiani         | L’Ulivo                              | 1.399                                | 1,5     |      |
| ↳ Gesamt                               | L’Ulivo                              | 39.878                               | 43,9    |      |
|                                        | Partito della Rifondazione Comunista | Partito della Rifondazione Comunista | 4.488   | 4,9  |
|                                        | Lista Di Pietro                      | Lista Di Pietro                      | 2.468   | 2,7  |
|                                        | Lista Emma Bonino                    | Lista Emma Bonino                    | 2.001   | 2,2  |
|                                        | Democrazia Europea                   | Democrazia Europea                   | 753     | 0,8  |
|                                        | Paese Nuovo                          | Paese Nuovo                          | 104     | 0,1  |
|                                        | Abolizione Scorporo                  | Abolizione Scorporo                  | 36      | 0,0  |
| Gesamt                                 | Gesamt                               | Gesamt                               | 90.811  | 100  |
|                                        |                                      |                                      |         |      |
| Ungültige Stimmen                      | Ungültige Stimmen                    | Ungültige Stimmen                    | 4.748   | 5,0  |
| Wähler                                 | Wähler                               | Wähler                               | 95.559  | 90,7 |
| Wahlberechtigte                        | Wahlberechtigte                      | Wahlberechtigte                      | 105.369 |      |
|                                        |                                      |                                      |         |      |
| Quelle: Innenministerium               |                                      |                                      |         |      |